# Catherine L. Sole
Catherine Lynne Sole ist eine südafrikanische Entomologin. Sie leitet die „Invertebrate Bioinformatics and Conservation“ Arbeitsgruppe (IBCG), die Teil des Institutes für Zoologie und Entomologie an der University of Pretoria ist.
Catherine Sole promovierte in Entomologie 2005 zum Thema „Phylogeography of Scarabaeus (Pachysoma) Macleay (Scarabaeidae: Scarabaeinae)“ und im Anschluss arbeitete sie als Nachwuchswissenschaftlerin in Scholtzes Gruppe. 2013 wurde sie zur Hochschuldozentin (senior lecturer) berufen, auf die die Beförderung zur außerordentlichen Professorin 2016 und zur ordentlichen Professorin 2023 folgte. Ihre Arbeit über scarabaeoid (dung beetle) und nemopterid (lacewing) im Bereich der Systematik und Taxonomie trägt zu ihrer internationalen Reputation bei. Die Anerkennung ihrer wissenschaftlichen Leistung spiegelt sich auch in ihren NRF rating wider.

## Forschungsinteressen
Ihre Forschung nutzt molekulare Techniken, die es ihr erlauben, evolutionäre Prozesse auf Populations- und Artebene, sowohl als höheren taxonomischen Einheiten, wie Familien, zu erforschen. Sole erforscht und testet allgemeine evolutionäre Strukturen und Muster, die sich in geographischen Verteilung von Populationen / Arten / höheren Taxon und deren Phylogenese widerspiegeln und wie diese durch Biogeographie, Geologie und Klimawandel beeinflusst werden. Catherine hat ihre Forschungsergebnisse auf nationalen und internationalen Konferenzen präsentiert, unter anderem folgte sie einer Einladung zum Internationalen Kongress der Entomologie (ICE2012) in Südkorea. Sole ist ebenfalls Vorsitzende von ICE 2008, ein Nachfolger vom Internationalen Kongress für Entomologie, der in 2008 in Durban, Südafrika tagte.
Catherine ist Editorin für Scientific Reports und Frontiers in Insect Science.
Sole hat ihre Forschungsergebnisse in über 80 wissenschaftlichen Artikeln publiziert. Sie ist Koautorin von zwei Buchkapiteln in „Honeybees of Asia“ und einem weiteren Kapitel in dem Fachbuch, “Bat evolution, ecology and conservation”; die beide vom Springer Verlag publiziert wurden.
Die Art Macroderes soleiana (Coleoptera: Scarabaeidae: Scarabaeinae), ist nach Catherine Sole benannt „in Anerkennung ihrer Verdienste zur molekularen Systematik, Taxonomie und Ökologie von Mistkäfern, Netzflüglern und Vogelspinnen.“